# Franz von Rinecker

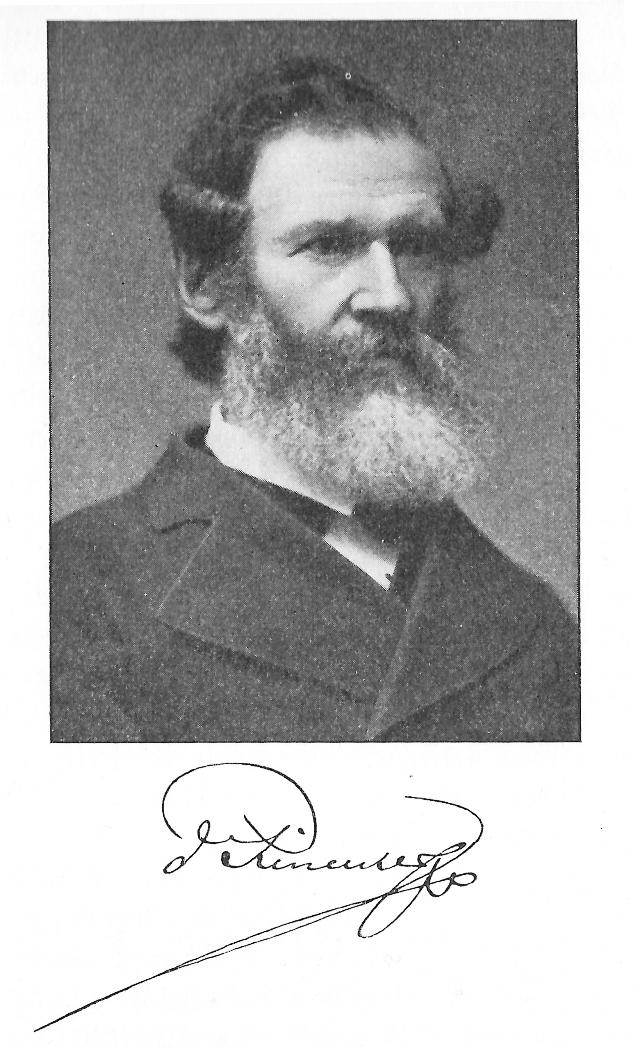
Franz von Rinecker, um 1880

Franz von Rinecker (* 3. Januar 1811 in Scheßlitz bei Bamberg; † 21. Februar 1883 in Würzburg) war ein deutscher Arzt, vielseitiger Kliniker und Hochschullehrer, der sich vor allem um die Pädiatrie, die Psychiatrie und die Dermatovenerologie sowie als Hochschulorganisator verdient gemacht hat. Er war Gründer der ersten Universitäts-Kinderklinik.

## Biografie
Franz von Rinecker war der Sohn des bayerischen Juristen und Landrichters Heinrich Gallus von Rinecker (1773–1852) und dessen Gattin Josephine von Stengel, Tochter des bayerischen Geheimrates Stephan von Stengel.
Nach dem Gymnasialabschluss am (heutigen) Wilhelmsgymnasium München studierte Rinecker bereits ab 1826 Medizin in München (an der kurz zuvor von Landshut nach München verlegten Universität), und ab dem Wintersemester 1830/1831 in Würzburg, wo er am Juliusspital als Student Schüler von Johann Lukas Schönlein und Carl Friedrich Marcus war. Im Jahr 1831 schloss er sich (gemeinsam mit einem polnischen Kommilitonen) als Regimentsarzt einer Infanterieeinheit dem polnischen Aufstand gegen Russland an, erhielt am 6. September des Jahres den Orden „Virtuti militare“ und geriet am nächsten Tag, beim Fall Warschaus, in eine zweimonatige Kriegsgefangenschaft, in der er sich bei der Bekämpfung der Cholera auszeichnete. Nachdem der bayerische König die Freilassung bayerischer Ärzte erreicht hatte, kehrte Rinecker in seine Heimat zurück und schloss sein Studium mit Examen und Promotion (1832 mit einer Dissertation über die Entzündung der Gefäß-, Nerven- und Glashaut und ihre Ausgänge) in München ab. Er begann dort auch seine Praktikantenzeit, die er 1833 bis 1835 als Assistenzarzt am Würzburger Juliusspital, der Universitätsklinik Würzburgs, als zunächst 2., dann 1. chirurgischer Assistent von Cajetan von Textor sowie als Assistent an der Inneren Klinik fortsetzte. In Würzburg verfasste er unter anderem den 1836 erschienenen Bericht Über die Krankheitskonstitution des Jahres 1835, beobachtet im Juliushospital in Würzburg.
Im Jahr 1834 erhielt er seine Approbation. Rinecker wurde 1836 zum Privatdozenten für Medizin ernannt und 1837 zum Extraordinarius. Ein Jahr später ernannte ihn König Ludwig I. von Bayern zum ordentlichen Professor für Arzneimittellehre und Kinderkrankheiten und er erhielt die Leitung der Medizinischen Poliklinik an der Universität Würzburg, wo er ab dem Sommersemester 1839 auch Vorlesungen in Kinderheilkunde abhielt, die er bis 1873 anbot. Seit 1839 hielt er auch Vorlesungen über Hautkrankheiten. Ende November 1850 erfolgte der Umzug der Medizinischen Poliklinik, und mit ihr der pädiatrischen Poliklinik in ein Gebäude in der Klinikstraße 3.
Eine Studienreise führte ihn 1840/1841 nach Frankreich und England. Ab 1840 wurde Rinecker in der ambulanten Klinik von dem Privatdozenten Adam Bernhard Mohr vertreten. 1844 (im Wintersemester 1844/1845) wurde er „Professor für Pädiatrik“, also für Kinderheilkunde, am Juliusspital. 1845/1846 gründete er mit Franz von Leydig das Würzburger Physiologische Institut, wodurch er die in Würzburg unter Ignaz Döllinger und Karl Heusinger eine Blüte erlebende physiologisch-anatomische Schule wiederbelebte, und 1849 war er einer der Gründungsmitglieder der Physikalisch-medizinischen Gesellschaft zu Würzburg. 1848 war er Mitglied des Vorparlaments.

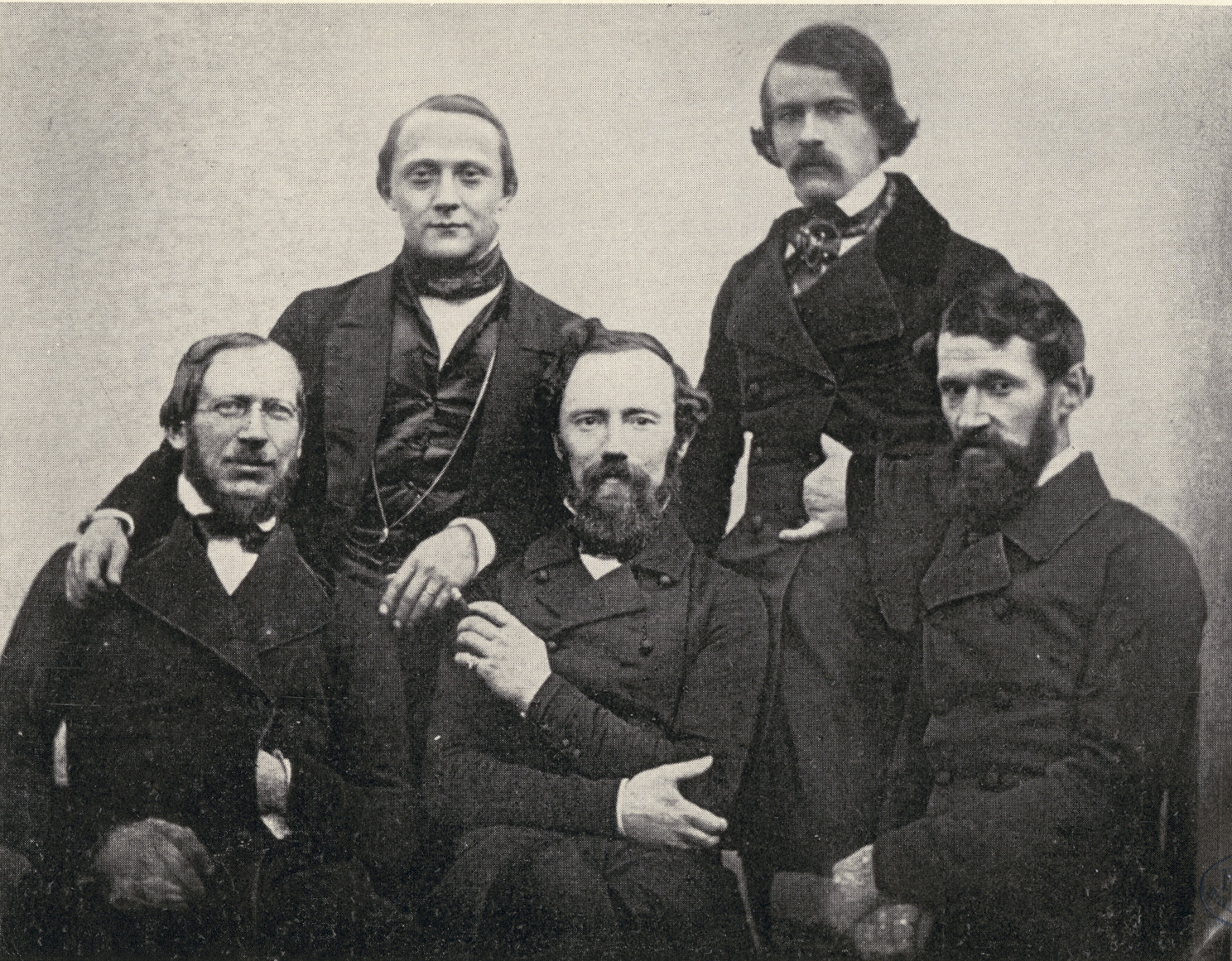
Rinecker im Kreise seiner Würzburger Kollegen 1850. Stehend von links: Rudolf Virchow, Albert von Koelliker; sitzend von links: Johann Joseph von Scherer, Franz Kiwisch von Rotterau, Franz von Rinecker

1850 gründete Franz von Rinecker in Würzburg die erste eigenständige Universitäts-Kinderklinik der Welt, welche jedoch nach 17 Jahren unter dem neuen Klinikvorstand Carl Gerhardt wieder in die Medizinische Klinik eingebunden wurde. Von Rinecker, der ab dem Sommersemester 1845 bereits Unterricht in dermatologischer Klinik angeboten hat, erweiterte die Veranstaltung dann 1850 auf Geschlechtskrankheiten, befasste sich in den 1850er Jahren intensiv mit Fragen zum Übertragungsweg der angeborenen Syphilis und verabreichte 1852 zum Beweis der Übertragbarkeit von Mensch zu Mensch syphilitisches Material an zwei Kollegen (seinem Assistenzarzt Wilhelm Reubold und einem Dr. Warney aus Lausanne) sowie einen 12-jährigen Jungen (der „Knabe Ehrenberg“), woraufhin 1854 von der Staatsanwaltschaft beim Würzburger Stadt- und Kreisgericht eine gerichtliche Untersuchung gegen Rinecker wegen Körperverletzung eingeleitet wurde. In zweiter Instanz wurde Rinecker im September 1855 vom Staatsministerium freigesprochen, vom Senat der Universität erhielt er Anfang 1856 jedoch eine Rüge, welche insbesondere die Durchführung derartiger Versuche an Minderjährigen verurteilte.
Im Jahr 1863 übernahm Rinecker, der sich während seiner Tätigkeit als Vorstand der Poliklinik 1862 als Nachfolger des im August 1862 verstorbenen Hofrats Carl Marcus, dessen Assistent er von 1835 bis 1837 an der Medizinischen Klinik war, beworben hatte, am Juliusspital bis zu seinem Tod die ärztliche Leitung der Psychiatrischen Klinik, und legte Wert auf den klinischen Unterricht der Studenten im zu emanzipierenden Fach Psychiatrie, insbesondere um die Schranke „zwischen Geisteskranken und anderen Gehirn- und Nervenkranken“ zu überwinden, wozu er um 1880 auch bauliche Modernisierungsmaßnahmen vorschlug. Im März und April 1872 wirkte er dort auch kurz als stellvertretender Leiter der Medizinischen Klinik und damit des Internisten Heinrich von Bamberger, für dessen Anwerbung 1854 er sich eingesetzt hatte. Auch von August bis Oktober 1872 leitet er nochmals die Klinik (Carl Gerhardt erhielt am 18. Oktober dort seine offizielle Amtseinführung).
1872 zog er sich aus der Kinderheilkunde zurück, gab die Kinderklinik ab und schuf bis Juli 1872, ebenfalls am Juliusspital, eine erstmals von der Inneren Medizin und Chirurgie abgelöste eigenständige Abteilung für Dermatologie als „Klinik für Syphilis und Hautkrankheiten“, genannt „Syphilidoklinik“, die jedoch nach seinem Tod 1883 ebenfalls wieder der Abteilung für Innere Medizin bzw. der Medizinischen Klinik zugeordnet wurde.
Rinecker, neben Augenheilkunde, Kinderheilkunde und Medizinischer Statistik auch spezialisiert auf Pharmakologie und Dermatologie, versuchte als Leiter der Berufskommission der Medizinischen Fakultät, die damals in der Medizin herrschende Naturphilosophie durch eine naturwissenschaftliche Grundlage zu ersetzen.
Auf ihn gehen die Erstbeschreibungen der „Meningitis cerebrospinalis epidemica“ und der „allgemeinen muskulären Pseudohypertrophie“ sowie die des „Knochensyphilids“ bei Syphilis zurück.
Franz von Rinecker galt als Verwaltungsgenie, war nicht nur Vorstand verschiedener Kliniken, sondern auch mehrmals (sieben Amtszeiten) Dekan der Medizinischen Fakultät und zweimal Rektor der Universität Würzburg. Ab 1864 war er königlicher Hofrat, ab 1880 Geheimrat.
Zu seinen Schülern und Assistenten gehörten Anton Bumm, Hermann Emminghaus, Wilhelm Reubold, der als Doktorand Rineckers die „Koplikschen Flecken“ bei Masern entdeckte und 1854 beschrieb, Alois Geigel, Carl Gerhardt (ab 1856 Rineckers Assistent, der von diesem 1860 auch bei seiner Habilitation unterstützt wurde), Ernst Haeckel, Franz von Leydig, Hubert Grashey und bis 1869 Abraham Oppenheimer (1842–1904), der praktischer Arzt in Würzburg, Oberarzt am Israelitischen Krankenhaus und Hofrat wurde, der spätere Ordinarius für Psychiatrie Friedrich Jolly sowie um 1877 Hans Storm (der alkoholkranke, 1886 an Lungentuberkulose gestorbene Sohn des Schriftstellers Theodor Storm) und später auch Friedrich Müller, der Assistent Gerhardt an der Würzburger Klinik für Haut- und Geschlechtskrankheiten wurde. Aus Rineckers psychiatrischer Schule ging auch Sigbert Ganser hervor. Albert von Kölliker und Rudolf Virchow, welcher später mit Rinecker befreundet war, berief Rinecker an die Medizinische Fakultät; auch für die Anwerbung der Gynäkologen Franz Kiwisch von Rotterau (1845) und Friedrich Wilhelm Scanzoni (1850) sowie des Chemikers Johann Joseph von Scherer (1842), der Pathologen August Förster (1852) und Friedrich von Recklinghausen (1865), des Klinikers Carl Gerhardt (1872) und des Chirurgen Ernst von Bergmann (1878) setzte er sich erfolgreich ein. Zu seinen Assistenten in Würzburg gehörten auch Emil Kraepelin, der 1877 auch die Epileptikerpfründer betreute, ab 1878 Rineckers Doktorand Konrad Rieger, dem die von Rinecker gewünschte Loslösung der Psychiatrischen Klinik aus dem Juliusspital nach dem Tod seines Lehrers gelang, und Georg Matterstock, der nach Rineckers Tod als Privatdozent die „Syphilidoklinik“ und 1886 nach dem Weggang Carl Gerhardts, den Rinecker von 1863 bis 1883 als Oberarzt an der Medizinischen Klinik vertreten und mit dem Rinecker einst den an einer Wundinfektion erkrankten Oberwundarzt Ernst von Bergmann kurz nach dessen Berufung behandelt hatte, unter Wilhelm Leube auch die Vorlesungen über Hautkrankheiten übernahm.
Als erster bürgerlicher Besitzer hatte Rinecker um 1860 die Burg Rieneck erworben. Im Jahr 1864 wurde er zum Mitglied der Leopoldina gewählt. Er war Mitglied der Sektion „Kinderheilkunde“ und hielt zwischen 1869 und 1877 bei der Versammlung der deutschen Naturforscher mehrere Vorträge zu pädiatrischen Fragestellungen.
Bis zwei Wochen vor seinem Tod im Februar 1883 hielt der durch einen bösartigen Lebertumor bereits geschwächte Franz von Rinecker Vorlesungen. Sein Nachfolger wurde im Mai 1884 sein Schüler und ehemaliger Assistent Hubert Grashey. Auch Rineckers Schüler Konrad Rieger, der 1882 und 1883 seinen erkrankten Lehrer als Klinikleiter vertreten und auch nach dessen Tod die Psychiatrische Klinik bis zum Amtsantritt Grasheys kommissarisch leitete, führte Rineckers Werk fort. Die von 1872 bis 1883 von Rinecker etablierte und geleitete dermatovenerologische Klinik wurde 1887 in Form einer von Otto Seifert geleiteten Abteilung für Haut- und Geschlechtskrankheiten wieder weitergeführt.

## Nachleben
Seit 1892 vergibt die Medizinische Fakultät der Universität Würzburg in regelmäßigen Abständen die nach ihm benannte Rinecker-Medaille an Mediziner und Naturwissenschaftler mit besonderen Beziehungen zu Würzburg für hervorragende Leistungen auf dem Gebiet der Medizin. Zu den mit der Medaille geehrten Wissenschaftlern gehörten unter anderem Franz von Rinecker selbst (posthum) und Hans Rietschel sowie die späteren Nobelpreisträger Robert Koch, Emil von Behring und Adolf Butenandt.
In Würzburg, wo die Universitätsklinik die „Station Rinecker“ nach ihm benannte, wird seit 2001 auch mit dem Franz-von-Rinecker-Weg im Norden des Juliusspitals an Franz von Rinecker erinnert. In München wurde die Franz-von-Rinecker-Straße nach ihm benannt. Sie befindet sich in München Thalkirchen, zwischen der Schäftlarnstraße und Am Isarkanal, wo auch das (nach Hans Rinecker benannte) Rinecker Proton Therapy Center (RPTC) errichtet wurde.
Franz von Rinecker war mit Magdalena von Rinecker († 22. Dezember 1889) verheiratet. Eine ihrer Töchter heiratete den Mediziner Johannes Andreas Rosenberger (1847–1915). Franz von Rineckers Sohn Franz von Rinecker (1843–1883), wurde Ingenieur in Würzburg und regte die Medizinische Fakultät um 1890 zur Stiftung der „Rinecker-Medaille“ an, seine Schwester Fridericke (1808–1877) heiratete 1836 den späteren bayerischen Innenminister Carl von Abel. Der Eichstätter Bischof Franz Leopold von Leonrod (1827–1905) zählte zu seinen Cousins (beider Mütter waren Schwestern).

## Schriften (Auswahl)
- Über die Krankheitsconstitution des Jahres 1835 beobachtet im Juliushospitale zu Würzburg, mit Krankengeschichten und Tabellen. Stahel, Würzburg 1836.
- Ueber akademisches Studium und akademisches Leben. Rede beim Antritte des Rektorats […]. Thein, Würzburg 1846.
- Rede bei der feierlichen Enthüllung des von Seiner Majestät, Ludwig I., König von Bayern, Herzog von Franken, dem Fürstbischofe von Würzburg Julius Echter von Mespelbrunn Stifter der Alma Julia errichteten Denkmals am 2. Juni 1847 gehalten. Thein, Würzburg 1847.
- Knotensyphilid der Kinder. In: Verhandlungen der Physikalisch-Medizinischen Gesellschaft zu Würzburg. Band 1, 1850, S. 117–119.
- Über die Ansteckungsfähigkeit der konstitutionellen Syphilis. In: Verhandlungen der Physikalisch-Medizinischen Gesellschaft zu Würzburg. Band 3, 1852, S. 375–397.
- Angeborene Lustseuche, Knotensyphilid der Kinder. In: Verhandlungen der Physikalisch-Medizinischen Gesellschaft zu Würzburg. Band 8, 1859, S. XVII–LIX.
- als Mitherausgeber: Jahrbuch für Kinderheilkunde und physische Erziehung. 1868–1882.
- Ueber Irresein der Kinder. In: Allgemeine Zeitschrift für Psychiatrie. Band 32, 1875, S. 526 ff.